# Alboglossiphonia heteroclita
Alboglossiphonia heteroclita är en ringmaskart som först beskrevs av Carl von Linné 1761.  Alboglossiphonia heteroclita ingår i släktet Alboglossiphonia och familjen broskiglar. Arten är reproducerande i Sverige. Inga underarter finns listade i Catalogue of Life.